# Tunnel of Love (álbum)
Tunnel of Love es el octavo álbum de estudio del músico estadounidense Bruce Springsteen, publicado por la compañía discográfica Columbia Records en octubre de 1987.

## Historia
Tras el éxito de su antecesor, Born in the U.S.A., Springsteen decidió tomar un nuevo camino musical en Tunnel of Love. Un buen número de las canciones que conforman el álbum tienen como punto de partida el estado emocional de Springsteen durante ese tiempo, en el cual tuvo lugar el divorcio de su mujer Julianne Phillips. Jon Pareles definió Tunnel of Love en The New York Times como «un encierro en sí mismo, reflexionando sobre el amor que ha ido mal. Su primer matrimonio, con la actriz Julianne Phillips, se acabó, y también decidió separarse de la E Street Band».
Aunque Springsteen grabó gran parte de Tunnel of Love solo, a menudo usando sintetizadores y cajas de ritmo, varios miembros de la E Street Band aparecen en el álbum. Si bien las notas del álbum recogen a los músicos como miembros de la E Street Band, Shore Fire Media, la firma de relaciones públicas de Springsteen, no contó Tunnel of Love como un disco de la E Street Band, por lo que publicitó The Rising como «el primer álbum de estudio con la E Street Band desde Born in the U.S.A. en 1984».
Varias canciones descartadas de las sesiones de grabación, tales como «Lucky Man», «Two for the Road» y «Roulette», fueron incluidas como caras B de los sencillos extraídos de Tunnel of Love. En el EP Chimes of Freedom, que acompañó la gira de 1988, se incluyó «Tougher Than the Rest», una canción de Tunnel of Love, además de «Be True», un outtake de The River, una versión acústica de «Born to Run» y «Chimes of Freedom», una canción de Bob Dylan.
El cineasta irlandés Meiert Avis dirigió los videos musicales de «Brilliant Disguise», «One Step Up», «Tougher Than the Rest» y «Tunnel of Love». Los videos fueron rodados en varias localidades de Nueva Jersey, incluyendo Asbury Park. El video musical de «Brilliant Disguise», rodado en una sola toma y sin ediciones, fue nominado a cuatro premios MTV Awards, incluyendo el premio al vídeo del año.  

## Recepción
Tras su publicación, Tunnel of Love obtuvo críticas generalmente positivas, aunque inferiores a trabajos anteriores como Born in the U.S.A.. William Ruhlmann de Allmusic escribió: «Tunnel of Love no fue el álbum que diez millones de seguidores que habían comprado Born in the U.S.A. estaban esperando, y aunque se alzó en las listas, vendió tres millones de copias y obtuvo tres éxitos en el top 40, gran parte fue por el impulso de su carrera. Springsteen estaba en un cruce de caminos tanto con su público como en su trabajo y en su vida personal, aunque no era inmediatamente aparente». Greg Kot, en su crónica para Chicago Tribune, escribió: «Las letras, sobre un matrimonio en desintegración, resuenan incluso con más fuerza después del divorcio de Springsteen en 1988, mientras que la cadencia melancólica de parte de la música es irresistible». Steve Pond de la revista Rolling Stone escribió: «Tunnel of Love es precisamente el movimiento correcto para un artista cuyo enorme éxito afirmó el potencial del rock and roll de arena pero cobrando un peaje en el cantante. Born in the U.S.A. vendió 12 millones de copias porque era el mejor tipo de rock and roll reflexivo y duro, pero también porque fue malinterpretado y simplificado por oyentes buscando eslóganes en lugar de ideas. Cuando Springsteen volvió a la carretera, su sonido era mayor, sus gestos más grandes, su público enorme. [...] De modo que Tunnel of Love camina en un término medio. El álbum más inteligentemente arreglado que Springsteen haya hecho».
En el plano comercial, Tunnel of Love volvió a obtener un éxito similar a Born in the U.S.A. al alcanzar el número uno en la lista estadounidense Billboard y en países como Canadá, Reino Unido, España, Italia, Noruega y Suecia. En contraposición con los sencillos «War» y «Fire», extraídos de Live/1975-85, «Brilliant Disguise» y «Tunnel of Love» volvieron a situar a Springsteen en la primera posición de la lista Billboard Mainstream Rock, así como en los puestos cinco y nueve de la lista Billboard Hot 100. Además, la RIAA certificó Tunnel of Love como triple disco de platino al superar los tres millones de copias vendidas en los Estados Unidos.
En 1988, los lectores de la revista Q situaron el álbum en el puesto 91 de la lista de los mejores discos de todos los tiempos. En 1989, Tunnel of Love quedó en el puesto 25 de la lista de los cien mejores álbumes de la década de 1980, elaborada por la revista Rolling Stone. La misma publicación situó el álbum en el puesto 475 de la lista de los 500 mejores discos de todos los tiempos, elaborada en 2003.

## Lista de canciones
Todas las canciones escritas y compuestas por Bruce Springsteen. 
| Cara A |                              |          |  |
| N.º    | Título                       | Duración |  |
| 1.     | «Ain't Got You»              | 2:12     |  |
| 2.     | «Tougher Than the Rest»      | 4:36     |  |
| 3.     | «All That Heaven Will Allow» | 2:41     |  |
| 4.     | «Spare Parts»                | 3:45     |  |
| 5.     | «Cautious Man»               | 4:00     |  |
| 6.     | «Walk Like a Man»            | 3:46     |  |

| Cara B |                      |          |  |
| N.º    | Título               | Duración |  |
| 1.     | «Tunnel of Love»     | 5:13     |  |
| 2.     | «Two Faces»          | 3:04     |  |
| 3.     | «Brilliant Disguise» | 4:20     |  |
| 4.     | «One Step Up»        | 4:11     |  |
| 5.     | «When You're Alone»  | 3:24     |  |
| 6.     | «Valentine's Day»    | 5:12     |  |

## Personal
| Músicos - Bruce Springsteen: voz, guitarra, bajo, teclados, armónica, percusión y efectos de sonido - The E Street Band - Roy Bittan: piano y sintetizadores en «Tunnel of Love» - Clarence Clemons: coros en «When You're Alone» - Danny Federici: órgano en «Tougher than the Rest», «Spare Parts», «Two Faces» y «Brilliant Disguise» - Nils Lofgren: guitarra en «Tunnel of Love» y coros en «When You're Alone» - Patti Scialfa: coros en «Tunnel of Love», «One Step Up» y «When You're Alone» - Garry Tallent: bajo en «Spare Parts» - Max Weinberg: batería en «All That Heaven Will Allow», «Two Faces» y «When You're Alone» y percusión en «Tougher Than the Rest», «Spare Parts», «Walk Like a Man», «Tunnel of Love» y «Brilliant Disguise» - James Wood: armónica en «Spare Parts» | Equipo técnico - Bob Clearmountain: mezclas - Jay Healy: asistente de mezclas - Jon Landau: productor musical - Bob Ludwig: masterización - Mark McKenna: ingeniero asistente - Chuck Plotkin: productor musical - Roger Talkov: ingeniero de sonido |

## Posición en listas
| Año  | País                | Lista                       | Posición |
| ---- | ------------------- | --------------------------- | -------- |
| 1987 | Alemania Occidental | Media Control Albums Charts | 3        |
| 1987 | Australia           | ARIA Albums Charts          | 5        |
| 1987 | Canadá              | RPM Albums Chart            | 1        |
| 1987 | Estados Unidos      | Billboard 200               | 1        |
| 1987 | Francia             | SNEP Albums Chart           | 5        |
| 1987 | Irlanda             | Irish Albums Chart          | 55       |
| 1987 | Italia              | Italian Albums Chart        | 1        |
| 1987 | Japón               | Oricon LP Chart             | 3        |
| 1987 | Noruega             | VG-lista Albums Chart       | 1        |
| 1987 | Nueva Zelanda       | New Zealand Top 40 Albums   | 4        |
| 1987 | Países Bajos        | Mega Album Top 100          | 4        |
| 1987 | Reino Unido         | UK Album Chart              | 1        |
| 1987 | Suecia              | Albums Top 60               | 1        |
| 1987 | Suiza               | Top Albums 100              | 2        |

| Año  | Sencillo                | Lista                     | Posición más alta |
| ---- | ----------------------- | ------------------------- | ----------------- |
| 1987 | «Brilliant Disguise»    | Billboard Mainstream Rock | 1                 |
| 1987 | «Brilliant Disguise»    | Billboard Hot 100         | 5                 |
| 1987 | «Brilliant Disguise»    | RPM Singles Chart         | 9                 |
| 1987 | «Brilliant Disguise»    | ARIA Singles Chart        | 17                |
| 1987 | «Tunnel of Love»        | Billboard Mainstream Rock | 1                 |
| 1987 | «Tunnel of Love»        | Billboard Hot 100         | 9                 |
| 1987 | «Tunnel of Love»        | RPM Singles Chart         | 17                |
| 1987 | «Tunnel of Love»        | ARIA Singles Chart        | 41                |
| 1988 | «One Step Up»           | Billboard Mainstream Rock | 2                 |
| 1988 | «One Step Up»           | Billboard Hot 100         | 13                |
| 1988 | «One Step Up»           | RPM Singles Chart         | 23                |
| 1988 | «One Step Up»           | ARIA Singles Chart        | 67                |
| 1988 | «Tougher Than the Rest» | ARIA Singles Chart        | 35                |
| 1988 | «Spare Parts»           | Billboard Mainstream Rock | 28                |
| 1988 | «Spare Parts»           | ARIA Singles Chart        | 57                |